# أوكتافيان جريجوري
أوكتافيان جريجوري (بالرومانية: Octavian Grigore)‏ هو لاعب كرة قدم ومدرب كرة قدم روماني في مركز قلب الدفاع، ولد في 15 يوليو 1964 في Urlați ‏ في رومانيا. لعب مع نادي بترولول بلويشتي.

## وصلات خارجية
- أوكتافيان جريجوري على موقع قاعدة بيانات كرة القدم.إي يو (الإنجليزية)
- أوكتافيان جريجوري على موقع عالم كرة القدم.نت (الإنجليزية)